# Copa América 2015
Copa América 2015 a fost ediția a 44-a a Copa América, turneul internațional de fotbal pentru echipele naționale din America de Sud, care a avut loc în Chile, între 11 iunie și 4 iulie 2015. Competiția este organizată de CONMEBOL, corpul de guvernare al fotbalului sud-american.
Uruguay este campioana en-titre. Ca în fiecare an, la acest turneu au participat douăsprezece echipe, zece membri ai CONMEBOL și două invitate de la CONCACAF – Mexic și Jamaica, cea din urmă participând pentru prima oară în această competiție. Câștigătoarea trofeului se va califica automat pentru Cupa Confederațiilor FIFA 2017.

## Stadioane
Meciurile s-au jucat pe nouă stadioane diferite, din opt orașe. Mare parte dintre stadioanele gazdă au fost în renovare sau în reconstrucție.
| Antofagasta                     | Antofagasta                       | AntofagastaConcepciónLa SerenaRancaguaSantiagoTemucoValparaísoViña del MarCopa América 2015 (Chile) | La Serena                       |
| ------------------------------- | --------------------------------- | --------------------------------------------------------------------------------------------------- | ------------------------------- |
| Estadio Regional de Antofagasta | Estadio Regional de Antofagasta   | AntofagastaConcepciónLa SerenaRancaguaSantiagoTemucoValparaísoViña del MarCopa América 2015 (Chile) | Estadio La Portada              |
| Capacitate: 21.178              | Capacitate: 21.178                | AntofagastaConcepciónLa SerenaRancaguaSantiagoTemucoValparaísoViña del MarCopa América 2015 (Chile) | Capacitate: 17.194              |
|                                 |                                   | AntofagastaConcepciónLa SerenaRancaguaSantiagoTemucoValparaísoViña del MarCopa América 2015 (Chile) |                                 |
| Viña del Mar                    | Viña del Mar                      | AntofagastaConcepciónLa SerenaRancaguaSantiagoTemucoValparaísoViña del MarCopa América 2015 (Chile) | Valparaíso                      |
| Estadio Sausalito               | Estadio Sausalito                 | AntofagastaConcepciónLa SerenaRancaguaSantiagoTemucoValparaísoViña del MarCopa América 2015 (Chile) | Estadio Elías Figueroa          |
| Capacitate: 22.340              | Capacitate: 22.340                | AntofagastaConcepciónLa SerenaRancaguaSantiagoTemucoValparaísoViña del MarCopa América 2015 (Chile) | Capacitate: 20.575              |
| (Stadionul vechi)               |                                   | AntofagastaConcepciónLa SerenaRancaguaSantiagoTemucoValparaísoViña del MarCopa América 2015 (Chile) |                                 |
| Santiago                        | Santiago                          | AntofagastaConcepciónLa SerenaRancaguaSantiagoTemucoValparaísoViña del MarCopa América 2015 (Chile) | Rancagua                        |
| Estadio Nacional                | Estadio Monumental David Arellano | AntofagastaConcepciónLa SerenaRancaguaSantiagoTemucoValparaísoViña del MarCopa América 2015 (Chile) | Estadio El Teniente             |
| Capacitate: 48.665              | Capacitate: 47.347                | AntofagastaConcepciónLa SerenaRancaguaSantiagoTemucoValparaísoViña del MarCopa América 2015 (Chile) | Capacitate: 15.252              |
|                                 |                                   | AntofagastaConcepciónLa SerenaRancaguaSantiagoTemucoValparaísoViña del MarCopa América 2015 (Chile) |                                 |
| Concepción                      | Concepción                        | AntofagastaConcepciónLa SerenaRancaguaSantiagoTemucoValparaísoViña del MarCopa América 2015 (Chile) | Temuco                          |
| Estadio Municipal de Concepción | Estadio Municipal de Concepción   | AntofagastaConcepciónLa SerenaRancaguaSantiagoTemucoValparaísoViña del MarCopa América 2015 (Chile) | Estadio Municipal Germán Becker |
| Capacitate: 30.448              | Capacitate: 30.448                | AntofagastaConcepciónLa SerenaRancaguaSantiagoTemucoValparaísoViña del MarCopa América 2015 (Chile) | Capacitate: 18.936              |
|                                 |                                   | AntofagastaConcepciónLa SerenaRancaguaSantiagoTemucoValparaísoViña del MarCopa América 2015 (Chile) |                                 |

## Echipe

Harta echipelor naționale participante la Copa América 2015.

| - Argentina - Bolivia - Brazilia - Chile(gazdă) | - Columbia - Ecuador - Jamaica (invitată) - Mexic (invitată) | - Paraguay - Peru - Uruguay (deținătoarea titlului) - Venezuela |

## Tragerea la sorți
Tragerea la sorți a avut loc pe 24 noiembrie 2014, în Viña del Mar. Cele 12 echipe au fost împărțite în trei grupe a câte patru echipe.
CONMEBOL a anunțat urnele pe 10 noiembrie 2014. Urna 1 era formată din gazda Chile (care a fost plasată automat pe poziția A1), împreună cu Argentina și Brazilia. Cele nouă echipe rămase au fost ordonate conform coeficienților FIFA din 23 octombrie 2014 (arătat între paranteze). Pe 23 noiembrie 2014, CONMEBOL a anunțat că Argentina și Brazilia vor ocupa pozițiile B1 și, respectiv C1.
| Urna 1                                            | Urna 2                                  | Urna 3                                   | Urna 4                                         |
| ------------------------------------------------- | --------------------------------------- | ---------------------------------------- | ---------------------------------------------- |
| Chile (13) (gazdă) · Argentina (2) · Brazilia (6) | Columbia (3) · Uruguay (8) · Mexic (17) | Ecuador (27) · Peru (54) · Paraguay (76) | Venezuela (85) · Bolivia (103) · Jamaica (113) |

## Faza grupelor
Toate orele sunt UTC-3.
| Legendă                                                                            |
| ---------------------------------------------------------------------------------- |
| Se califică direct în faza eliminatorie.                                           |
| Cele mai bine clasate două echipe de pe locul trei avansează în faza eliminatorie. |
| Echipă eliminată din competiție.                                                   |

### Grupa A
| Echipa  | MJ | V | E | Î | GM | GP | G  | Pct |
| ------- | -- | - | - | - | -- | -- | -- | --- |
| Chile   | 3  | 2 | 1 | 0 | 10 | 3  | +7 | 7   |
| Bolivia | 3  | 1 | 1 | 1 | 3  | 7  | −4 | 4   |
| Ecuador | 3  | 1 | 0 | 2 | 4  | 6  | −2 | 3   |
| Mexic   | 3  | 0 | 2 | 1 | 4  | 5  | −1 | 2   |

| Chile                                               | 2–0    | Uruguay |
| --------------------------------------------------- | ------ | ------- |
| Vidal 66' (pen.) · Vargas 83' · Fernández 73' 90+2' | Raport |         |

| Mexic | 0–0    | Bolivia |
| ----- | ------ | ------- |
|       | Raport |         |

| Ecuador                  | 2–3    | Bolivia                                                          |
| ------------------------ | ------ | ---------------------------------------------------------------- |
| Valencia 47' Bolaños 80' | Raport | Raldes 4' Smedberg-Dalence 17' Marcelo Martins Moreno 42' (pen.) |

| Chile                            | 3–3    | Mexic                      |
| -------------------------------- | ------ | -------------------------- |
| Vidal 21', 54' (pen.) Vargas 41' | Raport | Vuoso 20', 65' Jiménez 28' |

| Mexic              | 1–2    | Ecuador                  |
| ------------------ | ------ | ------------------------ |
| Jiménez 63' (pen.) | Raport | Bolaños 25' Valencia 57' |

| Chile                                             | 5–0    | Bolivia |
| ------------------------------------------------- | ------ | ------- |
| Aránguiz 2', 65' Sánchez 36' Medel 78' Raldes 85' | Raport |         |

### Grupa B
| Echipa    | MJ | V | E | Î | GM | GP | G  | Pct |
| --------- | -- | - | - | - | -- | -- | -- | --- |
| Argentina | 3  | 2 | 1 | 0 | 4  | 2  | +2 | 7   |
| Paraguay  | 3  | 1 | 2 | 0 | 4  | 3  | +1 | 5   |
| Uruguay   | 3  | 1 | 1 | 1 | 2  | 2  | 0  | 4   |
| Jamaica   | 3  | 0 | 0 | 3 | 0  | 3  | −3 | 0   |

| Uruguay          | 1–0    | Jamaica |
| ---------------- | ------ | ------- |
| C. Rodríguez 51' | Raport |         |

| Argentina                   | 2–2    | Paraguay               |
| --------------------------- | ------ | ---------------------- |
| Agüero 28' Messi 35' (pen.) | Raport | Valdez 59' Barrios 89' |

| Paraguay    | 1–0    | Jamaica |
| ----------- | ------ | ------- |
| Benítez 35' | Raport |         |

| Argentina  | 1–0    | Uruguay |
| ---------- | ------ | ------- |
| Agüero 55' | Raport |         |

| Uruguay     | 1–1    | Paraguay    |
| ----------- | ------ | ----------- |
| Giménez 28' | Raport | Barrios 44' |

| Argentina   | 1–0    | Jamaica |
| ----------- | ------ | ------- |
| Higuaín 10' | Raport |         |

### Grupa C
| Echipa    | MJ | V | E | Î | GM | GP | G  | Pct |
| --------- | -- | - | - | - | -- | -- | -- | --- |
| Brazilia  | 3  | 2 | 0 | 1 | 4  | 3  | +1 | 6   |
| Peru      | 3  | 1 | 1 | 1 | 2  | 2  | 0  | 4   |
| Columbia  | 3  | 1 | 1 | 1 | 1  | 1  | 0  | 4   |
| Venezuela | 3  | 1 | 0 | 2 | 2  | 3  | −1 | 3   |

| Columbia | 0–1    | Venezuela  |
| -------- | ------ | ---------- |
|          | Raport | Rondón 59' |

| Brazilia                      | 2–1    | Peru     |
| ----------------------------- | ------ | -------- |
| Neymar 4' Douglas Costa 90+1' | Raport | Cueva 2' |

| Brazilia | 0–1    | Columbia    |
| -------- | ------ | ----------- |
|          | Raport | Murillo 36' |

| Peru        | 1–0    | Venezuela |
| ----------- | ------ | --------- |
| Pizarro 72' | Raport |           |

| Columbia | 0–0    | Peru |
| -------- | ------ | ---- |
|          | Raport |      |

| Brazilia                            | 2–1    | Venezuela |
| ----------------------------------- | ------ | --------- |
| Thiago Silva 9' Roberto Firmino 52' | Raport | Miku 85'  |

### Clasamentul echipelor de pe locul trei
La finalul fazei grupelor, cele mai bine clasate două echipe de pe locul trei avansează în faza eliminatorie.
| Grupa | Echipa   | MJ | V | E | Î | GM | GP | G  | Pct |
| ----- | -------- | -- | - | - | - | -- | -- | -- | --- |
| B     | Uruguay  | 3  | 1 | 1 | 1 | 2  | 2  | 0  | 4   |
| C     | Columbia | 3  | 1 | 1 | 1 | 1  | 1  | 0  | 4   |
| A     | Ecuador  | 3  | 1 | 0 | 2 | 4  | 6  | −2 | 3   |

## Faza eliminatorie
|  | Sferturi                | Sferturi              |                     |       | Semifinale  | Semifinale           |                      |  | Finala | Finala |
|  |                         |                       |                     |       |             |                      |                      |  |        |        |
|  | 24 iunie – Santiago     |                       |                     |       |             |                      |                      |  |        |        |
|  |                         |                       |                     |       |             |                      |                      |  |        |        |
|  | Chile                   | 1                     |                     |       |             |                      |                      |  |        |        |
|  | Chile                   | 1                     | 29 iunie – Santiago |       |             |                      |                      |  |        |        |
|  | Uruguay                 | 0                     |                     |       |             |                      |                      |  |        |        |
|  | Uruguay                 | 0                     | Chile               | 2     |             |                      |                      |  |        |        |
|  | 25 iunie – Temuco       |                       | Chile               | 2     |             |                      |                      |  |        |        |
|  |                         |                       | Peru                | 1     |             |                      |                      |  |        |        |
|  | Bolivia                 | 1                     | Peru                | 1     |             |                      |                      |  |        |        |
|  | Bolivia                 | 1                     | 4 iulie – Santiago  |       |             |                      |                      |  |        |        |
|  | Peru                    | 3                     |                     |       |             |                      |                      |  |        |        |
|  | Peru                    | 3                     | Chile (pen.)        | 0 (4) |             |                      |                      |  |        |        |
|  | 26 iunie – Viña del Mar |                       | Chile (pen.)        | 0 (4) |             |                      |                      |  |        |        |
|  |                         | Argentina             | 0 (1)               |       |             |                      |                      |  |        |        |
|  | Argentina (pen.)        | Argentina             | 0 (1)               | 0 (5) |             |                      |                      |  |        |        |
|  | Argentina (pen.)        | 30 iunie – Concepción |                     | 0 (5) |             |                      |                      |  |        |        |
|  | Columbia                | 0 (4)                 |                     |       |             |                      |                      |  |        |        |
|  | Columbia                | 0 (4)                 | Argentina           | 6     | Finala mică | Finala mică          |                      |  |        |        |
|  | 27 iunie – Concepción   |                       | Argentina           | 6     | Finala mică | Finala mică          |                      |  |        |        |
|  |                         |                       | Paraguay            | 1     |             | 3 iulie – Concepción | 3 iulie – Concepción |  |        |        |
|  | Brazilia                | 1 (3)                 | Paraguay            | 1     |             | 3 iulie – Concepción | 3 iulie – Concepción |  |        |        |
|  | Brazilia                | 1 (3)                 |                     |       | Peru        | 2                    |                      |  |        |        |
|  | Paraguay (pen.)         | 1 (4)                 |                     |       | Peru        | 2                    |                      |  |        |        |
|  | Paraguay (pen.)         | 1 (4)                 | Paraguay            | 0     |             |                      |                      |  |        |        |
|  |                         |                       |                     | 0     |             |                      |                      |  |        |        |

### Sferturi
| Chile    | 1–0    | Uruguay                         |
| -------- | ------ | ------------------------------- |
| Isla 81' | Raport | Cavani 29' 63' · Fucile 40' 88' |

| Bolivia                   | 1–3    | Peru                   |
| ------------------------- | ------ | ---------------------- |
| Martins Moreno 84' (pen.) | Raport | Guerrero 20', 23', 74' |

| Argentina                                                | 0–0 (d.p.) | Columbia                                                            |
| -------------------------------------------------------- | ---------- | ------------------------------------------------------------------- |
|                                                          | Raport     |                                                                     |
| Messi · Garay · Banega · Lavezzi · Biglia · Rojo · Tevez | 5–4        | Rodríguez · Falcao · Cuadrado · Muriel · Cardona · Zúñiga · Murillo |

| Brazilia                                                           | 1–1 (d.p.) | Paraguay                                                  |
| ------------------------------------------------------------------ | ---------- | --------------------------------------------------------- |
| Robinho 15'                                                        | Raport     | González 72' (pen.)                                       |
| Fernandinho · Everton Ribeiro · Miranda · Douglas Costa · Coutinho | 3–4        | Martínez · V. Cáceres · Bobadilla · Santa Cruz · González |

### Semifinale
| Chile           | 2–1    | Peru                            |
| --------------- | ------ | ------------------------------- |
| Vargas 42', 64' | Raport | Medel 61' (o.g.) · Zambrano 20' |

| Argentina                                                     | 6–1    | Paraguay    |
| ------------------------------------------------------------- | ------ | ----------- |
| Rojo 15' Pastore 27' Di María 47', 53' Agüero 80' Higuaín 83' | Raport | Barrios 43' |

### Finala mică
| Peru                      | 2–0    | Paraguay |
| ------------------------- | ------ | -------- |
| Carrillo 48' Guerrero 89' | Raport |          |

### Finala
| Chile                                  | 0–0 (d.p.) | Argentina                |
| -------------------------------------- | ---------- | ------------------------ |
|                                        | Raport     |                          |
| Fernández · Vidal · Aránguiz · Sánchez | 4–1        | Messi · Higuaín · Banega |

| Campionii Copa América 2015 |
| --------------------------- |
| · Chile · Primul titlu      |

## Statistici

### Golgheteri
4 goluri
- Eduardo Vargas
- Paolo Guerrero

3 goluri
- Sergio Agüero
- Arturo Vidal
- Lucas Barrios

2 goluri
- Ángel Di María
- Gonzalo Higuaín
- Marcelo Martins Moreno
- Charles Aránguiz
- Miller Bolaños
- Enner Valencia
- Raúl Jiménez
- Matías Vuoso

1 gol
- Lionel Messi
- Javier Pastore
- Marcos Rojo
- Ronald Raldes
- Martin Smedberg-Dalence
- Douglas Costa
- Neymar
- Roberto Firmino
- Robinho
- Thiago Silva
- Mauricio Isla
- Gary Medel
- Alexis Sánchez
- Jeison Murillo
- Édgar Benítez
- Derlis González
- Nelson Haedo Valdez
- André Carrillo
- Christian Cueva
- Claudio Pizarro
- José Giménez
- Cristian Rodríguez
- Miku
- Salomón Rondón

Auto-goluri
- Ronald Raldes (împotriva Chile)
- Gary Medel (împotriva Peru)

Sursa: CONMEBOL.com

### Premii
Următoarele premii au fost acordate la finalul turneului.
- Cel mai bun jucător (MVP): Nu s-a acordat [10][11]
- Golgheter:  Paolo Guerrero,  Eduardo Vargas
- Cel mai bun jucător tânăr:  Jeison Murillo
- Cel mai bun portar:  Claudio Bravo
- Trofeul fair-play:  Peru

### Echipa turneului
| Portar                | Fundași                                                                   | Mijlocași                                                                                      | Atacanți                                                              | Antrenor               |
| --------------------- | ------------------------------------------------------------------------- | ---------------------------------------------------------------------------------------------- | --------------------------------------------------------------------- | ---------------------- |
| Claudio Bravo (Chile) | Jeison Murillo (Colombia) Gary Medel (Chile) Nicolas Otamendi (Argentina) | Christian Cueva (Peru) Marcelo Diaz (Chile) Javier Mascherano (Argentina) Arturo Vidal (Chile) | Eduardo Vargas (Chile) Paolo Guerrero (Peru) Lionel Messi (Argentina) | Jorge Sampaoli (Chile) |

### Clasamentul final
Cum a fost convenționat în fotbal, meciurile decise în prelungiri sunt puse ca victorii sau înfrângeri, iar meciurile decise la loviturile de departajare sunt puse ca remize.
| Poz                               | Echipa    | MJ | V | E | Î | GM | GP | G  | Pct |
| --------------------------------- | --------- | -- | - | - | - | -- | -- | -- | --- |
| 1                                 | Chile (G) | 6  | 4 | 2 | 0 | 13 | 4  | +9 | 14  |
| 2                                 | Argentina | 6  | 3 | 3 | 0 | 10 | 3  | +7 | 12  |
| 3                                 | Peru      | 6  | 3 | 1 | 2 | 8  | 5  | +3 | 10  |
| 4                                 | Paraguay  | 6  | 1 | 3 | 2 | 6  | 12 | −6 | 6   |
| Eliminate în sferturile de finală |           |    |   |   |   |    |    |    |     |
| 5                                 | Brazilia  | 4  | 2 | 1 | 1 | 5  | 4  | +1 | 7   |
| 6                                 | Columbia  | 4  | 1 | 2 | 1 | 1  | 1  | 0  | 5   |
| 7                                 | Uruguay   | 4  | 1 | 1 | 2 | 2  | 3  | −1 | 4   |
| 8                                 | Bolivia   | 4  | 1 | 1 | 2 | 4  | 10 | −6 | 4   |
| Eliminate în faza grupelor        |           |    |   |   |   |    |    |    |     |
| 9                                 | Venezuela | 3  | 1 | 0 | 2 | 2  | 3  | −1 | 3   |
| 10                                | Ecuador   | 3  | 1 | 0 | 2 | 4  | 6  | −2 | 3   |
| 11                                | Mexic     | 3  | 0 | 2 | 1 | 4  | 5  | −1 | 2   |
| 12                                | Jamaica   | 3  | 0 | 0 | 3 | 0  | 3  | −3 | 0   |

### Spectatori
| Dată             | Meci             | Meci             | Meci             | Scor             | Stadion                           | Oraș             | Spectatori | Procent |
| ---------------- | ---------------- | ---------------- | ---------------- | ---------------- | --------------------------------- | ---------------- | ---------- | ------- |
| 11 iunie 2015    | Chile            | vs.              | Ecuador          | 2–0              | Estadio Nacional                  | Santiago         | 46.000     | 94%     |
| 4 iulie 2015     | Chile            | vs.              | Argentina        | 0–0              | Estadio Nacional                  | Santiago         | 45.693     | 94%     |
| 29 iunie 2015    | Chile            | vs.              | Peru             | 2–1              | Estadio Nacional                  | Santiago         | 45.651     | 94%     |
| 19 iunie 2015    | Chile            | vs.              | Bolivia          | 5–0              | Estadio Nacional                  | Santiago         | 45.601     | 94%     |
| 15 iunie 2015    | Chile            | vs.              | Mexic            | 3–3              | Estadio Nacional                  | Santiago         | 45.583     | 94%     |
| 24 iunie 2015    | Chile            | vs.              | Uruguay          | 1–0              | Estadio Nacional                  | Santiago         | 45.304     | 93%     |
| 17 iunie 2015    | Brazilia         | vs.              | Columbia         | 0–1              | Estadio Monumental David Arellano | Santiago         | 44.008     | 93%     |
| 21 iunie 2015    | Brazilia         | vs.              | Venezuela        | 2–1              | Estadio Monumental David Arellano | Santiago         | 33.284     | 70%     |
| 27 iunie 2015    | Brazilia         | vs.              | Paraguay         | 1–1              | Estadio Municipal de Concepción   | Concepción       | 29.276     | 96%     |
| 30 iunie 2015    | Argentina        | vs.              | Paraguay         | 6–1              | Estadio Municipal de Concepción   | Concepción       | 29.205     | 96%     |
| 3 iulie 2015     | Peru             | vs.              | Paraguay         | 2–0              | Estadio Municipal de Concepción   | Concepción       | 29.143     | 96%     |
| 26 iunie 2015    | Argentina        | vs.              | Columbia         | 0–0              | Estadio Sausalito                 | Viña del Mar     | 21.508     | 96%     |
| 20 iunie 2015    | Argentina        | vs.              | Jamaica          | 1–0              | Estadio Sausalito                 | Viña del Mar     | 21.083     | 94%     |
| 21 iunie 2015    | Columbia         | vs.              | Peru             | 0–0              | Estadio Municipal Germán Becker   | Temuco           | 17.332     | 94%     |
| 16 iunie 2015    | Argentina        | vs.              | Uruguay          | 1–0              | Estadio La Portada                | La Serena        | 17.014     | 93%     |
| 25 iunie 2015    | Bolivia          | vs.              | Peru             | 1–3              | Estadio Municipal Germán Becker   | Temuco           | 16.872     | 92%     |
| 14 iunie 2015    | Brazilia         | vs.              | Peru             | 2–1              | Estadio Municipal Germán Becker   | Temuco           | 16.342     | 89%     |
| 13 iunie 2015    | Argentina        | vs.              | Paraguay         | 2–2              | Estadio La Portada                | La Serena        | 16.281     | 89%     |
| 20 iunie 2015    | Uruguay          | vs.              | Paraguay         | 1–1              | Estadio La Portada                | La Serena        | 16.021     | 88%     |
| 18 iunie 2015    | Peru             | vs.              | Venezuela        | 1–0              | Estadio Elías Figueroa            | Valparaíso       | 15.542     | 74%     |
| 12 iunie 2015    | Mexic            | vs.              | Bolivia          | 0–0              | Estadio Sausalito                 | Viña del Mar     | 14.987     | 67%     |
| 14 iunie 2015    | Columbia         | vs.              | Venezuela        | 0–1              | Estadio El Teniente               | Rancagua         | 12.387     | 89%     |
| 19 iunie 2015    | Mexic            | vs.              | Ecuador          | 1–2              | Estadio El Teniente               | Rancagua         | 11.051     | 80%     |
| 13 iunie 2015    | Uruguay          | vs.              | Jamaica          | 1–0              | Estadio Regional de Antofagasta   | Antofagasta      | 8.653      | 41%     |
| 16 iunie 2015    | Paraguay         | vs.              | Jamaica          | 1–0              | Estadio Regional de Antofagasta   | Antofagasta      | 6.099      | 29%     |
| 15 iunie 2015    | Ecuador          | vs.              | Bolivia          | 2–3              | Estadio Elías Figueroa            | Valparaíso       | 5.982      | 28%     |
| Total spectatori | Total spectatori | Total spectatori | Total spectatori | Total spectatori | Total spectatori                  | Total spectatori | 655.902    | 85%     |

## Marketing

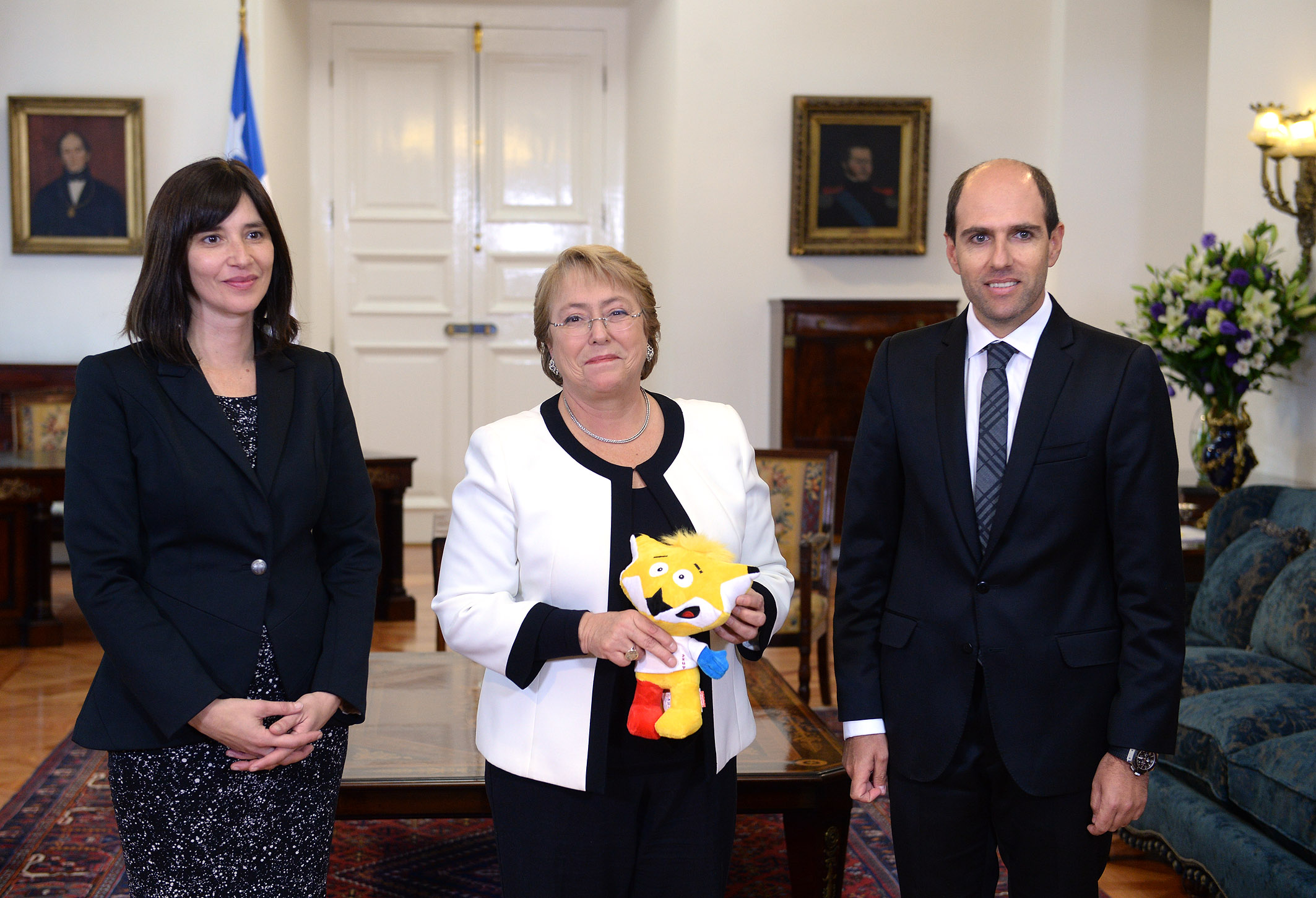
Președintele statului Chile, Michelle Bachelet, cu Zincha, mascota Copa América 2015.

### Mingea oficială
Pe 16 noiembrie 2014, mingea oficială a turneului a fost prezentată pe Estadio Nacional. Numele balonului este Nike Cachaña, care reprezintă un jargon pentru un dribling sau o fentă efectuată cu succes. În timpul prezentării, a fost prezent și internaționalul chilian Arturo Vidal. Mingea a fost concepută în culorile roșu, alb și albastru, care reprezintă și culorile țării-gazdă, Chile. Roșul reprezintă oamenii acestei țări, albastrul reprezintă cerul chilian, iar albul reprezintă Anzii, munți care definesc teritoriul acestei țări.

### Mascota
Mascota oficială a acestui turneu, o tânără culpeo (specie de vulpe din America de Sud), a fost prezentată pe 17 noiembrie 2014. Numele mascotei, "Zincha", a fost ales de public în defavoarea celorlalte două, "Andi" și "Kul".